# Natalija Lisovska
Natalija Benediktivna Lisovska (rusko Наталья Венедиктовна), ruska atletinja, * 16. julij 1962, Alegazi, Sovjetska zveza.
Natalija Lisovska je v suvanju kroge postala olimpijska prvakinja leta 1988, svetovna prvakinja leta 1987 in podprvakinja leta 1991, svetovna dvoranska prvakinja v letih 1985 in 1987 ter evropska podprvakinja leta 1990. 27. maja 1984 je postavila svetovni rekord v suvanju krogle z daljavo 22,53 m, rekord je popravljala še dvakrat, zadnjič 7. junija 1987 na 22,63 m, ki še vedno velja. 16. novembra 2013 je bila sprejeta v Mednarodni atletski hram slavnih.